# Protadius (Hausmeier)
Protadius war ein merowingischer Hausmeier im Teilreich Burgund im frühen 7. Jahrhundert. 
Protadius war offenbar gallorömischer Herkunft. Er ist für das Jahr 605 als Hausmeier für König Theuderich II., der über das Teilreich Burgund herrschte, belegt. Er spielte bereits zuvor eine wichtige Rolle am Hof. Seine Ernennung verdankte er der Fredegarchronik zufolge maßgeblich Brunichilde, deren Liebhaber er gewesen sein soll. Wahrscheinlich sollte die Ernennung eines Gallorömers auch ein Gegengewicht zu den fränkischen Großen schaffen, die Brunichilde ablehnend gegenüberstanden.
Protadius wird in der Fredegarchronik negativ beschrieben, durch sein habgieriges Verhalten hatte er sich viele adelige Feinde gemacht, da er Steuern rigoros eintrieb und sich angeblich selbst bereicherte. Allerdings mag diese Charakterisierung auch den adeligen Standpunkt in der Fredegarchronik reflektieren. Er wurde 605 ermordet, wofür Uncilin verantwortlich war; seine Nachfolge trat 606 der Gallorömer Claudius an, der ebenfalls ein Günstling Brunichildes war.